# 가봉의 국기

비율 3:4

가봉의 국기는 1960년에 제정되었다. 녹색은 숲을 노란색은 태양과 적도를 파란색은 바다를 의미한다.

## 색상
| 색상 | 녹색               | 노랑                 | 파랑                 |
| ---- | ------------------ | -------------------- | -------------------- |
| RGB  | 0–158–96 (#009E60) | 252–209–22 (#FCD116) | 58–117–196 (#3A75C4) |

## 그 외의 기

가봉의 대통령기 (1990년 ~ 현재)
가봉의 대통령기 (1960년 ~ 1990년)

## 이전의 국기

프랑스령 가봉의 국기 (1959년 ~ 1960년)

## 비슷한 국기
- 시에라리온의 국기 - 가운데의 색이 흰색이고 위아래의 녹색과 파랑도 약간 다르다는 차이가 있다.
- 1956년-1970년 당시의 수단의 국기 - 색 배치가 가봉의 국기와 반대이다.